# Juwenali Pojarkow

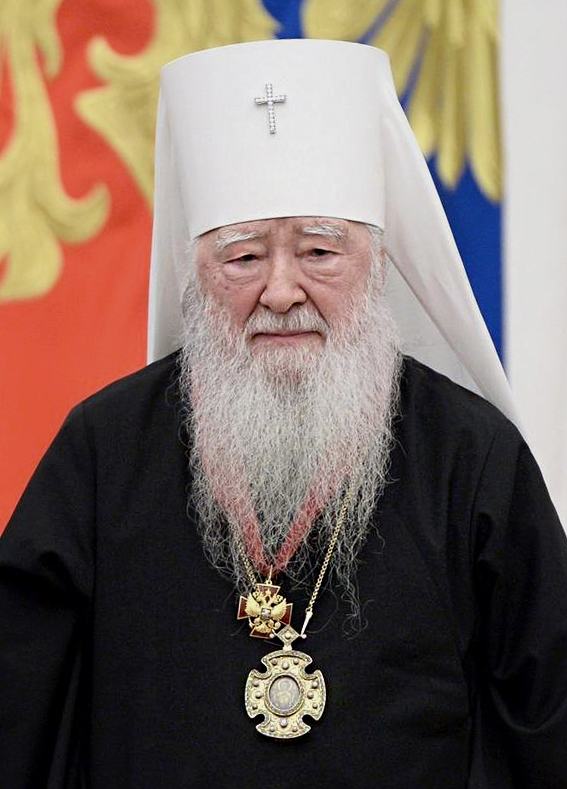
Metropolit Juwenali (2016)

Juwenali (russisch Ювеналий, bürgerlich: Wladimir Kirillowitsch Pojarkow, Влади́мир Кири́ллович Поя́рков; * 22. September 1935 in Jaroslawl) ist ein russisch-orthodoxer Priester, Erzbischof und Metropolit von Krutizy und Kolomna.

## Leben
Juwenali besuchte ein orthodoxes Priesterseminar und trat 1953 in die Geistliche Akademie in Leningrad ein, an der er 1957 seinen Abschluss machte. Am 10. Oktober 1959 empfing er die Tonsur, am 1. Januar 1960 die Weihe zum Priester und 1962 zum Hegumen.
Nach seiner Erhebung zum Archimandriten am 21. Februar 1963 erfolgte am 25. Dezember 1965 in der Dreifaltigkeitskathedrale des Alexander-Newski-Klosters seine Bischofsweihe durch den Metropoliten von Leningrad Nikodim. Er wirkte zunächst als (Titular-)Bischof von Saraisk in der Diözese Moskau, bis er am 20. März 1969 Bischof von Tula und Beljow wurde. Am 2. Juni 1971 erfolgte seine Erhebung zum Erzbischof durch Pimen I. und ein Jahr später am 27. April zum Metropoliten. Seit 11. Juni 1977 ist er Metropolit von Krutizy und Kolomna. Er war lange Jahre für die Außenbeziehungen der Russisch-Orthodoxen Kirche mitverantwortlich und hat wichtige Kirchenämter inne. Im Jahre 1962 war er im Auftrag seiner Kirche in Tegel (West-Berlin) als Priester an der Kirche der Heiligen Konstantin und Helena tätig. Hier gab er die deutschsprachige Kirchenzeitschrift Stimme der Orthodoxie heraus.
Kurz nach ihrer Gründung wurde Pojarkow Mitglied der Christlichen Friedenskonferenz und gehörte zu den Mitgestaltern aller sechs Allchristlichen Friedensversammlungen von 1961 bis 1985 in Prag.
Sein Dienstsitz ist das Neue Jungfrauenkloster, das seit 1964 Sitz des Metropoliten ist. In der Amtszeit von Patriarch Alexius II. galt er als rechte Hand des Moskauer Patriarchen. Bis 2019 blieb die ihm unterstehende Region Moskau die einzige in Russland, welche nicht in mehrere Diözesen unterteilt worden war.